# Природна баштина
Природна баштина се односи на збир елемената биодиверзитета, обухвата флору и фауну, екосистеме и геолошке структуре. Она је део наших природних ресурса.

## Дефиниција
Дефиниције:
- Природна баштина се односи на природне карактеристике, геолошке и физиографске формације и оцртане области које чине станиште угрожених врста животиња и биљака и природних локалитета од вредности са становишта науке, очувања или природне лепоте.
- Наслеђе је оно што је наслеђено од прошлих генерација, одржано у садашњости и дато будућим генерацијама.[1] Термин „природно наслеђе“, изведен из „природног наслеђа“, датира пре термина „биодиверзитет“. То је мање научни термин и на неки начин га је лакше разумети шира публика заинтересована за очување.

Термин је коришћен у овом контексту у САД када је Џими Картер основао фонд за наслеђе Џорџије док је био гувернер Џорџије Картеров фонд се бавио и природним и културним наслеђем. Чини се да је Картер преузео термин од Линдона Џонсона, који га је употребио у поруци Конгресу 1966. године. (Можда је тај израз добио од своје жене Леди Берд Џонсон која је била лично заинтересована за очување.) Председник Џонсон је потписао Закон о дивљини из 1964. године.
Термин „природно наслеђе“ је покупило Одељење за науку организације The Nature Conservancy (ТНЦ) када је, под Робертом Е. Џенкинсом, млађим, 1974. године покренуло оно што је на крају постало мрежа државних програма природног наслеђа, по један у свакој држави, сви користећи исту методологију и све уз сталну подршку државних влада јер су они приоритетно базирали на научним прегледима заштите животне средине. Када је ова мрежа проширена ван Сједињених Држава, Гиљермо Ман је предложио термин „Центар за чување података (или центар)“ и постао је прихватљивији за програме изван САД. Упркос разлици у називима, и ови програми користе исту основну методологију као и 50 државних програма природног наслеђа. Године 1994. Мрежа програма природног наслеђа формирала је удружење за чланство које ће радити заједно на пројектима од заједничког интереса: Удружење за информације о биодиверзитету (АБИ). 1999. године, кроз споразум са The Nature Conservancy, АБИ је проширио и преузео одговорност за научне базе података, информације и алате које је ТНЦ развио као подршку мрежи програма природног наслеђа. Године 2001. АБИ је променио име у NatureServe. NatureServe наставља да служи као средиште мреже NatureServe, сарадње 86 владиних и невладиних програма укључујући програме природног наслеђа и центре података за очување који се налазе у једињеним Државама, Канади и Латинској Америци.

## Правни статус
Важан локалитет природног или културног наслеђа може бити наведен као место светске баштине од стране Комитета светске баштине Унеска. Унеско програм, каталози, имена и конзервације локалитета од изузетног културног или природног значаја за заједничку баштину човечанства. Од јула 2023. године, постоји 257 природних локација светске баштине (укључујући 39 мешовитих локалитета) у 111 земаља. Ово представља укупно више од 3.500.000 км2 (1.400.000 квадратних миља) заштићених подручја, од којих је 60% морских.
Конвенција УНЕСКО-а о светској баштини из 1972. године утврдила је да су биолошки ресурси, као што су биљке, заједничка баштина човечанства или као што је изражено у преамбули: „Треба да се очувају као део светске баштине човечанства у целини“. Ова правила су вероватно инспирисала стварање великих јавних банака генетских ресурса, лоцираних ван земаља извора.
Нови глобални споразуми (нпр. Конвенција о биолошкој разноврсности), национална права над биолошким ресурсима (не својином). Идеја статичког очувања биодиверзитета нестаје и замењује је идеја динамичког очувања, кроз појам ресурса и иновације.
Нови споразуми обавезују земље да очувају биодиверзитет, развију ресурсе за одрживост и деле користи које проистичу из њиховог коришћења. Према новим правилима, очекује се да биолошка истраживања или сакупљање природних производа морају бити дозвољени од стране земље богате биодиверзитетом, у замену за део користи.
године 2005. је основан Програм светске баштине да заштити морска подручја са изузетним универзалним вредностима.